# Sales de Tutton
Las sales de Tutton son una familia de sales con la fórmula M2M'(SO4)2(H2O)6 (sulfatos) o M2M'(SeO4)2(H2O)6 (selenatos). Estos materiales son sales dobles, lo que significa que contienen dos cationes diferentes, M+ y M'2+ cristalizados en la misma red iónica regular.  El catión univalente puede ser potasio, rubidio, cesio, amonio (NH4), amonio deuterado (ND4) o talio. Los iones de sodio o litio son demasiado pequeños. El catión divalente puede ser magnesio, vanadio, cromo, manganeso, hierro, cobalto, níquel, cobre, zinc o cadmio. Además del sulfato y el selenato, el anión divalente puede ser cromato (CrO42−), tetrafluoroberilato (BeF42−), hidrogenofosfato (HPO42−)  o monofluorofosfato (PO3F2−). Las sales de Tutton cristalizan en el grupo espacial monoclínico P21/a. La robustez es el resultado de los enlaces de hidrógeno complementarios entre los aniones y cationes tetraédricos, así como de sus interacciones con el complejo metálico-acuoso [M(H2O)6]2+.

## Ejemplos y compuestos relacionados
Quizás la más conocida sea la sal de Mohr, sulfato de amonio ferroso (NH4)2Fe(SO4)2.(H2O)6). Otros ejemplos incluyen la sal vanadosa de Tutton (NH4)2V(SO4)2(H2O)6 y la sal cromosa de Tutton (NH4)2Cr(SO4)2(H2O)6. En sólidos y disoluciones, el ion M'2+ existe como un complejo metálico-acuoso [M'(H2O)6]2+.

Emparentados con las sales de Tutton están los alumbres, que también son sales dobles pero con la fórmula MM'(SO4)2(H2O)12. Las sales de Tutton antiguamente se denominaban "falsos alumbres". 

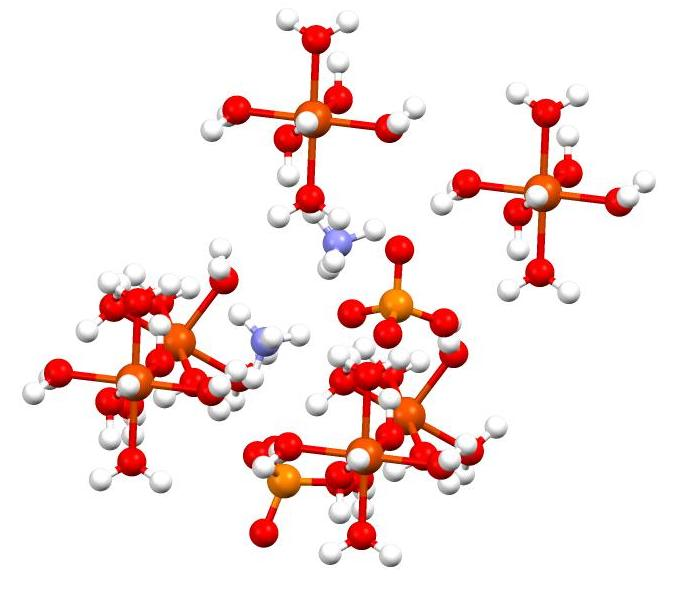
Celda unitaria de sulfato de amonio ferroso (N es violeta, O es rojo, S es naranja, Fe es rojo grande).
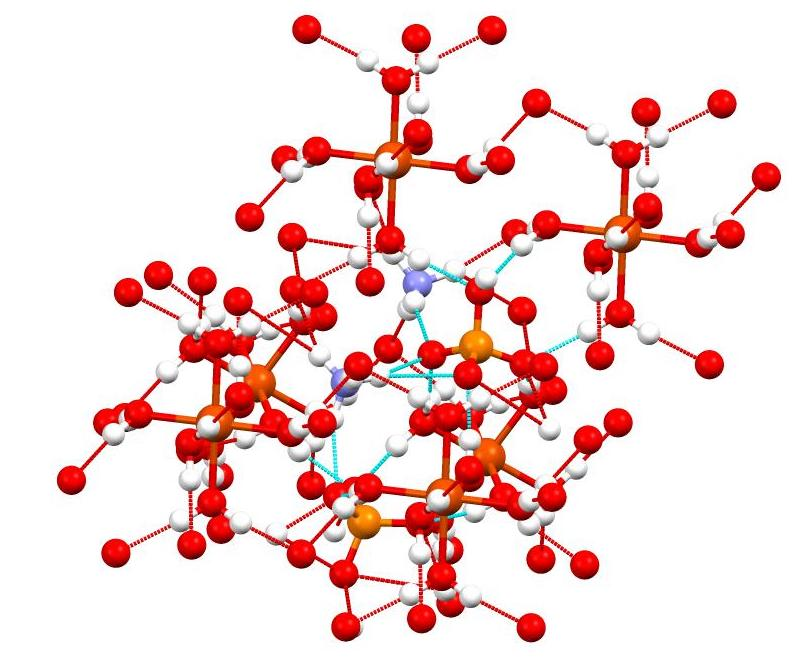
La misma estructura con red de enlaces de hidrógeno resaltada.

## Historia
Las sales de Tutton a veces se denominan Schönites, en honor al mineral natural llamado Schönita (K2Mg(SO4)2(H2O)6). Su nombre se debe a Alfred Edwin Howard Tutton, quien identificó y caracterizó una amplia gama de estas sales alrededor de 1900.Estas sales fueron de importancia histórica porque se podían obtener con alta pureza y servían como reactivos confiables y estándares espectroscópicos.

## Tabla de sales
| M1        | M2 | Fórmula                | Nombre                                                            | a Å                 | b Å                   | c Å                     | β°                      | V Å3    | Color                            | Nα    | Nβ    | Nγ     | Biaxial     | 2V             | otro |
| --------- | -- | ---------------------- | ----------------------------------------------------------------- | ------------------- | --------------------- | ----------------------- | ----------------------- | ------- | -------------------------------- | ----- | ----- | ------ | ----------- | -------------- | --- |
| K         | Cd | K2[Cd(H2O)6](SO4)2     | Sulfato de potasio y cadmio hexahidratado                         |                     |                       |                         |                         |         |                                  |       |       |        |             |                | |
| Cs        | Cd | Cs2[Cd(H2O)6](SO4)2    | Sulfato de cadmio y cesio hexahidratado                           |                     |                       |                         |                         |         |                                  |       |       |        |             |                | |
| NH4       | Cd | (NH4)2[Cd(H2O)6](SO4)2 | Sulfato de cadmio y amonio hidratado                              | 9.395               | 12.776                | 6.299                   | 106°43′                 | 727.63  | incoloro                         | l.486 | 1.488 | 1.494  | Biaxial(-f) | grande         | densidad=2.05 Pierde agua lentamente en el aire seco. |
| K         | Co | K2[Co(H2O)6](SO4)2     | Sulfato de hexaaquacobalto(II) de potasio                         | 6.151               | 9.061                 | 12.207                  | 104.8°                  | 657.78  | rojo                             |       |       |        |             |                | densidad=2.21 |
| Rb        | Co | Rb2[Co(H2O)6](SO4)2    | Sulfato de hexaaquacobalto(II) de rubidio                         | 6.24                | 9.19                  | 12.453                  | 105.99°                 | 686.5   | Rojo rubí                        |       |       |        |             |                | desnsidad=2.56 |
| Cs        | Co | Cs2[Co(H2O)6](SO4)2    | Sulfato de hexaaquacobalto(II) de cesio                           | 9.318(1)            | 12.826(3)             | 6.3650(9)               | 107.13(1)°              | 727.0   | Rojo oscuro                      |       |       |        |             |                | |
| NH4       | Co | (NH4)2[Co(H2O)6](SO4)2 | Sulfato de hexaaquacobalto(II) de amonio                          | 6.242               | 9.255                 | 12.549                  | 106.98°                 | 693.3   | Morado                           |       |       |        |             |                | densidad=1.89 |
| Tl        | Co | Tl2[Co(H2O)6](SO4)2    | Sulfato de hexaaquacobalto(II) de talio                           | 9.227(1)            | 12.437(2)             | 6.220(1)                | 106.40(1)°              | 684.7   | Rojo claro                       |       |       |        |             |                | |
| Tl        | Co | Tl2[Co(H2O)6](SO4)2    | sulfato de cobalto y ditalo hexahidrato                           | 9.235(1)            | 12.442(2)             | 6.227(1)                | 106.40(1)°              |         | Rosa amarillento                 | 1.599 | 1.613 | 1.624  | biaxial(-)  | mediano grande | densidad=4.180 g/cm3 |
| Rb        | Cr | Rb2[Cr(H2O)6](SO4)2    | Sulfato de cromo y dirubidio hexahidrato                          |                     |                       |                         |                         |         |                                  |       |       |        |             |                | |
| Cs        | Cr | Cs2[Cr(H2O)6](SO4)2    | sulfato de cromo dicasio hexahidrato                              |                     |                       |                         |                         |         |                                  |       |       |        |             |                | |
| ND4       | Cr | (ND4)2Cr(SO4)2·6H2O    | Sulfato de cromo y diamonio deuterado hexahidratado               |                     |                       |                         |                         |         | Azul brillante,                  |       |       |        |             |                | formado a partir de {\displaystyle {\ce {CrSO4.3H2O}}} con sulfato de amonio en una cantidad mínima de agua bajo nitrógeno gaseoso. Estable en el aire frente a la oxidación, pero puede deshidratarse. |
| K         | Cu | K2[Cu(H2O)6](SO4)2     | Cianocroita                                                       | 9.27                | 12.44                 | 6.30                    | 104.47                  | 663.0   | Azul verde pálido                |       |       |        |             |                | densidad=2.21 dentro de la celda unitaria 7,76 entre dos átomos de Cu |
| Rb        | Cu | Rb2[Cu(H2O)6](SO4)2    | Sulfato de hexaaquacobre de dirubidio                             | 9.267               | 12.366                | 6.228                   | 105°19′                 | 686.8   | Azul verdoso brillante           | 1.488 | 1.491 | 1.506  | biaxial (+) | mediano        | densidad=2.580g/cm³ Cu-O 2.098 Å Rb-O 3.055 Å. |
| Cs        | Cu | Cs2[Cu(H2O)6](SO4)2    | Sulfato de hexaaquacobre dicasio                                  | 9.439               | 12.762                | 6.310                   | 106°11′                 | 718.5   | Azul verdoso brillante           | 1.504 | 1.506 | 1.514  | biaxial (+) |                | densidad=2.864g/cm³ |
| NH4       | Cu | (NH4)2[Cu(H2O)6](SO4)2 | Sulfato de hexaaquacobre(II) de amonio                            | 6.31                | 12.38                 | 9.22                    | 106.16°                 | 691.25  |                                  |       |       |        |             |                | densidad=1.921; calor de formación=-777,9 kcal/mol El eje de distorsión de Jahn-Teller cambia bajo una presión de ~1500 bares, el eje a, b se contrae un 3,3% y un 3,5% y el eje c se extiende un 4,5%. |
| Tl        | Cu | Tl2[Cu(H2O)6](SO4)2    | Sulfato de cobre y talio hidratado                                | 9.268               | 12.364                | 6.216                   | 105°33′                 |         | Azul verdoso brillante           | 1.600 | 1.610 | 1.620  | biaxial     | muy grande     | densidad=3.740 g/cm³ |
| K         | Fe | K2[Fe(H2O)6](SO4)2     | Sulfato de hierro y dipotasio hexahidratado                       |                     |                       |                         |                         |         |                                  |       |       |        |             |                | |
| Rb        | Fe | Rb2[Fe(H2O)6](SO4)2    | Sulfato de hierro y rubidio hidratado                             | 9.218               | 12.497                | 6.256                   | 105°45′                 |         | Verde pálido                     | 1.480 | 1.489 | 1.501  | biaxial (+) | grande,        | densidad=2.523g/cm³ |
| Cs        | Fe | Cs2[Fe(H2O)6](SO4)2    | Sulfato de hexaaquahierro(II) de cesio                            | 9.357(2)            | 12.886(2)             | 6.381(1)                | 106.94(1)°              | 736.0   | Amarillo oscuro Verde muy pálido | 1.501 | 1.504 | 1.516  | biaxial (+) | mediano        | densidad=2.805 |
| NH4       | Fe | (NH4)2[Fe(H2O)6](SO4)2 | Mohrita                                                           | 6.24(1)             | 12.65(2)              | 9.32(2)                 | 106.8(1)                | 704.28  | Verde pálido vítreo              |       |       |        |             |                | densidad=1.85 nombrado en honor a Karl Friedrich Mohr |
| Tl        | Fe | Tl2[Fe(H2O)6](SO4)2    | Sulfato de hexaaquahierro(II) de talio                            | 9.262(2)            | 12.497(1)             | 6.235(2)                | 106.15(1)°              | 693.2   | Verde claro                      | 1.590 | 1.605 | =1.616 | biaxial (-) | grande         | densidad=3.662g/cm³ |
| K         | Mg | K2[Mg(H2O)6](SO4)2     | picromerita                                                       | 9.04                | 12.24                 | 6.095                   | 104°48′                 |         | Incoloro o blanco                | 1.460 | 1.462 | 1.472  | biaxial (+) | mediano        | densidad=2.025g/cm³; Segunda esfera de coordinación ampliada alrededor de Mg. |
| Rb        | Mg | Rb2[Mg(H2O)6](SO4)2    | Sulfato de rubidio y magnesio hexahidratado                       | 9.235               | 12.486                | 6.224                   | 105°59′                 |         | Incoloro                         | 1.467 | 1.469 | 1.476  | biaxial     |                | |
| Cs        | Mg | Cs2[Mg(H2O)6](SO4)2    | Sulfato de hexaaquamagnesio y cesio                               | 9.338(2)            | 12.849(4)             | 6.361(2)                | 107.07(2)°              | 729.6   | Incoloro                         | 1.481 | 1.485 | 1.492  | biaxial(+)  | mediano        | densidad=2.689 |
| NH4       | Mg | (NH4)2[Mg(H2O)6](SO4)2 | Boussingaultita                                                   | 9.28                | 12.57                 | 6.2                     | 107°6′                  |         |                                  |       |       |        |             |                | |
| NH4       | Mg | (NH4)2[Mg(H2O)6](SO4)2 | Óxido de cromo, magnesio y amonio hidratado                       | 9.508±.001          | 12.674                | 6.246                   | 106°14′                 |         | Amarillo brillante               | 1.637 | 1.638 | 1.653  | biaxial(+)  | pequeño        | densidad=1.840 g/cm 3 |
| Tl        | Mg | Tl2[Mg(H2O)6](SO4)2    | Sulfato de magnesio y ditalo hexahidrato                          | 9.22 9.262(2)       | 12.42 12.459(2)       | 6.185 6.207(1)          | 106°30′ 106.39(2)°      | 687.1   | Incoloro                         |       |       |        |             |                | densidad=3.532 g/cm3 |
| Rb        | Mn | Rb2[Mn(H2O)6](SO4)2    | Sulfato de hexaaquamanganeso (VI) de dirubidio                    | 9.282(2)            | 12.600(2)             | 6.254(2)                | 105.94(2)               | 703.3Å3 |                                  |       |       |        |             |                | |
| Cs        | Mn | Cs2[Mn(H2O)6](SO4)2    | Sulfato de hexaaquamanganeso(II) de cesio                         | 9.418(3)            | 12.963(2)             | 6.386(3)                | 107.17(4)°              | 744.9   | Rosa pálido                      | 1.495 | 1.497 | 1.502  | biaxial(+)  | grande         | densidad=2.763 |
| NH4       | Mn | (NH4)2[Mn(H2O)6](SO4)2 | Sulfato de manganeso y amonio hexahidratado                       | 9.40                | 12.74                 | 6.26                    | 107.0°                  |         | Rosa pálido                      | 1.482 | 1.456 | 1.492  | biaxial(+)  | grande         | densidad=1.827 |
| Tl        | Mn | Tl2[Mn(H2O)6](SO4)2    | Sulfato de manganeso y talio hexahidratado                        | 9.3276(6), 9.322(2) | 12.5735(8), 12.565(2) | 6.2407(4), and 6.233(1) | 106.310(3)° 106.29(2)°, | 700.8   | Rosa brillante                   |       |       |        |             |                | |
| K         | Ni | K2Ni(SO4)2·6H2O        | Sulfato de níquel y potasio hexahidratadoutilizado como filtro UV |                     |                       |                         |                         |         |                                  |       |       |        |             |                | |
| Rb        | Ni | Rb2[Ni(H2O)6](SO4)2    | Sulfato de níquel y rubidio hexahidratado                         | 6.221               | 12.41                 | 9.131                   | 106.055°                | 677.43  |                                  |       |       |        |             |                | |
| Cs        | Ni | Cs2[Ni(H2O)6](SO4)2    | Sulfato de hexaquaniquel(II) y cesio                              | 9.259(2)            | 12.767(2)             | 6.358(1)                | 107.00(2)°              | 718.7   | Azul verdoso                     | 1.507 | 1.512 | 1.516  | biaxial(-)  | muy grande     | densidad=2.883 utilizado como filtro UV |
| NH4       | Ni | (NH4)2[Ni(H2O)6](SO4)2 | Níquel-boussingaultita                                            | 9.186               | 12.468                | 6.424                   |                         | 684.0   | Verde azulado.                   |       |       |        |             |                | densidad=1.918 N.º CAS=51287-85-5 |
| Tl        | Ni | Tl2[Ni(H2O)6](SO4)2    | Sulfato de hexaaquaniquel(II) de talio                            | 9.161(2)            | 12.389(2)             | 6.210(2)                | 106.35(2)°              | 676.3   | Azul verdoso                     | 1.602 | 1.615 | 1.620  | biaxial(-)  | grande         | densidad=3.763 |
| K         | Ru | K2[Ru(H2O)6](SO4)2     | [ 52 ]                                                            | 8.950               | 12.268                | 6.135                   | 105.27                  | 644     |                                  |       |       |        |             |                | |
| Rb        | Ru | Rb2[Ru(H2O)6](SO4)2    | [ 52 ]                                                            | 9.132               | 12.527                | 6.351                   | 106.30                  |         |                                  |       |       |        |             |                | |
| K         | V  | K2[V(H2O)6](SO4)2      | Vanadium(II) potassium sulfate hexahydrate                        |                     |                       |                         |                         |         |                                  |       |       |        |             |                | |
| Rb        | V  | Rb2[V(H2O)6](SO4)2     | Sulfato de rubidio y vanadio (II)                                 |                     |                       |                         |                         |         |                                  |       |       |        |             |                | |
| NH4       | V  | (NH4)2[V(H2O)6](SO4)2  | Sulfato de vanadio(II) y amonio hexahidratado                     | 9.42                | 12.76                 | 6.22                    | 107.2°                  | 714.2   | Amatista                         |       |       |        |             |                | densidad=1.8 |
| K         | Zn | K2[Zn(H2O)6](SO4)2     | Sulfato de zinc y dipotasio hexahidrato                           | 9.041               | 12.310                | 6.182                   | 104.777°                |         | Incoloro                         | 1.478 | 1.481 | 1.496  | biaxial     | grande         | densidad=2.242g/cm³ Descomposición térmica a 252K. |
| Rb        | Zn | Rb2[Zn(H2O)6](SO4)2    | Sulfato de rubidio y zinc hexahidratado                           | 9.185               | 12.450                | 6.242                   | 105°54′                 |         | Incoloro                         | 1.483 | 1.489 | 1.497  | biaxial     | grande         | |
| Cs        | Zn | Cs2[Zn(H2O)6](SO4)2    | Sulfato de cesio y zinc hexahidrato                               | 9.314(2)            | 12.817(2)             | 6.369(2)                | 106.94(2)°              | 727.3   | Incoloro                         | 1.507 | 1.610 | 1.615  | biaxial(-)  | grande         | densidad=2.881 |
| NH4       | Zn | (NH4)2[Zn(H2O)6](SO4)2 |                                                                   | 9.205               | 12.475                | 6.225                   | 106°52′                 | 684.1   |                                  |       |       |        |             |                | Calor de fusión: 285 J/g |
| Tl        | Zn | Tl2[Zn(H2O)6](SO4)2    | Sulfato de hexaaquazinc de talio                                  | 9.219(2)            | 12.426(2)             | 6.226(1)                | 106.29(2)°              | 684.6   | Incoloro                         |       |       |        |             |                | |
| Selenatos |    |                        |                                                                   |                     |                       |                         |                         |         |                                  |       |       |        |             |                | |
| Cs        | Ni | Cs2[Zn(H2O)6](SeO4)2   | Selenato de dicesio y níquel hexahidrato                          | 7.4674              | 7.9152                | 11.7972                 | 106.363                 | 669.04  | Verde brillante                  |       |       |        |             |                | |
| Rb        | Cu | Rb2[Cu(H2O)6](SeO4)2   | Selenato de cobre y dirubidio hexahidrato                         | 6.363               | 12.431                | 9.373                   | 104.33                  | 718.3   |                                  |       |       |        |             |                | |

## Sales orgánicas
Algunas bases orgánicas también pueden formar sales que cristalizan como las sales de Tutton.
| fórmula                   | nombre                                        | a Å     | b Å     | c Å     | β°      | V Å3    | color    |
| ------------------------- | --------------------------------------------- | ------- | ------- | ------- | ------- | ------- | -------- |
| (C4H12N2)[Zn(H2O)6](SO4)2 | Bis(sulfato) de hexaaquazinc de piperazinadio | 12.9562 | 10.6502 | 13.3251 | 114.032 | 1679.30 | Incoloro |
|                           | Sulfato de cadmio y creatinina                | 6.5584  | 27.871  | 7.1955  | 110.371 | 1232.99 | Incoloro |